# Phil Salt
Philip Dean Salt (* 28. August 1996 in Bodelwyddan, Vereinigtes Königreich) ist ein in Wales geborener Cricketspieler, der seit 2021 für die englische Nationalmannschaft spielt.

## Kindheit und Ausbildung
Salt begann mit sieben Jahren das Cricketspielen in St Asaph und kam dort in die U11-Mannschaft von North East Wales. Er ging in Chester zur Schule, bevor seine Familie nach Barbados zog.
Dort gelang ihm der Sprung in die U15-Mannschaft, doch bevor er ins U19-Team aufstieg, kehrte er in ein Internat, der Reed’s School in Surrey, nach England zurück. Daraufhin wurde er von Sussex ins Team aufgenommen.

## Aktive Karriere
Salt spielte zunächst in der zweiten Mannschaft von Sussex, bevor er sein List-A-Debüt beim Royal London One-Day Cup 2015 gab. ein First-Class-Debüt folgte ein Jahr darauf gegen die tourende Pakistanische Mannschaft. Bei der Tour gegen Pakistan im Sommer 2019 wurde er in den kader der Nationalmannschaft berufen, als es dort Verletzungssorgen gab, doch kam er nicht zum Einsatz. In der Folge begab er sich in zahlreiche Twenty20-Ligen der Welt. So wurde er von den Adelaide Strikers für die Big Bash League 2019/20 und für Islamabad United in der Pakistan Super League 2020 unter Vertrag genommen. Nach der Unterbrechung auf Grund der COVID-19-Pandemie wurde er im September 2020 in den erweiterten Kader der Nationalmannschaft berufen. Zu Beginn der Saison 2021 hatte er einen Radunfall und musste zunächst aussetzen. Sein ODI-Debüt folgte dann im Juni 2021 gegen Pakistan. Im zweiten Spiel der Serie erzielte er ein Fifty über 60 Runs. Am Ende der Saison verließ er Sussex und schloss sich Lancashire an. Sein Twenty20-Debüt folgte im Januar 2022, als er in den West Indies ein Fifty über 57 Runs erreichte. Im Juni reiste er mit dem Team in die Niederlande, wo ihm im ersten ODI ein Century über 122 Runs aus 93 Bällen gelang. Im September wurde er in Pakistan nach einem Fifty über 88* Runs als Spieler des Spiels ausgezeichnet.
Daraufhin wurde er für den ICC Men’s T20 World Cup 2022 nominiert und hatte dort zwei Einsätze. In der Auktion für die Indian Premier League 2023 wurde er für INR 2 crore (ca. 225.000 €) von den Delhi Capitals erworben. Im September 2023 gelang ihm ein Fifty über 61 Runs in den ODIs gegen Irland. Jedoch fand er keinen Platz im Kader für den Cricket World Cup 2023. Nach dem Turnier konnte er in der Twenty20-Serie in den West Indies zwei centuries erreichen (109 Runs aus 56 Bällen und 119 Runs aus 57 Runs), wofür er jeweils als Spieler des Spiels und der Serie ausgezeichnet wurde. Nachdem er zunächst überraschend keinen Vertrag für die Indian Premier League 2024 erhalten hatte, fungierte er als Ersatz bei den Kolkata Knight Riders nachdem sich Jason Roy verletzt hatte.